# Землетрясение и цунами на Сулавеси (2018)
Землетрясение на Сулавеси произошло 28 сентября 2018 года на острове Сулавеси, Индонезия. По меньшей мере 4340 человек погибло и 10 679 человек получили ранения — главным образом в результате цунами, вызванного подземными толчками на территории Центрального Сулавеси. Магнитуда составила от 7,4 до 7,5, а глубина очага — около 10—20 километров.

## Геология
Зондская плита располагается в юго-восточной Азии. На северной границе плиты относительно спокойно, однако на восточной, южной и западной границах фиксируется высокая активность земной коры. Остров Сулавеси расположен в зоне сложного взаимодействия между австралийской, тихоокеанской, филиппинской и зондской плитами, что является причиной развития множества мелких микротрещин.

## Описание
Землетрясение магнитудой 7,5 произошло на острове Сулавеси; эпицентр землетрясения был расположен у основания полуострова Минахаса примерно в 78 км от города Палу, административного центра провинции Центральный Сулавеси, на глубине 10 км. Толчки ощущались практически на всём острове, а также в индонезийской провинции Восточный Калимантан и в восточномалайзийском штате Сабах. 
Цунами высотой от 1,5 до 2 метров обрушились на город Палу, а также на некоторые прибрежные населённые пункты округов Донгала и Мамуджу, относящихся, соответственно, к провинциям Центральный Сулавеси и Западный Сулавеси. По меньшей мере 1400 человек погибло. Большая часть жертв пришлась на Палу, в прибрежных районах которого было особенно людно из-за открывавшегося там в этот день масштабного этнокультурного фестиваля.